# Мемоари
Мемоари (fr. memoire - сећање, успомена) су прозно дело у којем аутор приповеда своје успомене о прошлим догађајима.  У мемоарима се описују историјска, друштвена, политичка и културна збивања у којима је аутор непосредно учествовао или је био њихов сведок. За разлику од аутобиографије, с којом их често изједначавају, мемоари занемарују приказивање приватног живота аутора. Субјективност у мемоарима се огледа у томе што су сви догађаји преломљени кроз ауторову свест и што је за описане догађаје важна ауторова позиција у тим дешавањима.
У писању мемоара аутори се служе различитом грађом, па се поред свог сећања ослањају и на дневнике, записе, биографије, аутобиографије и архивску грађу. Посебну аутентичност дају и коментари писца који расветљавају узроке, последице и околности под којима су се одиграли одређени догађаји, а често се дају и портрети савременика.
Као књижевна врста мемоари потичу из антике, када су представљали важан сегмент историографије, а касније се употребљавају и да би се објаснила генеза неког књижевног дела.
Од 18. века мемоари књижевника постају широко распрострањени, а за српску књижевност значајни су мемоари Симеона Пишчевића, Проте Матеје Ненадовића, Јакова Игњатовића, Симе Матавуља, Нићифора Нинковића. У 20. веку мемоари су често политички списи револуционара] и других друштвено ангажованих појединаца, као што су Добрица Ћосић и Дејан Медаковић.
У светској књижевности међу познатије мемоаре спадају сећања руских генерала Жукова и Бирјузова, Симон де Бовоар, енглеског премијера Винстона Черчила (за које је добио Нобелову награду за књижевност 1953. године).